# Mališevo
Mališevo (v srbské cyrilici Малишево, albánsky  Malishevë) је sídlo v Kosovu, v jižní části regionu Drenica. Administrativně spadá pod Prizrenský okruh a opštinu Orahovac. V roce 2011 zde žilo 3395 obyvatel.[zdroj?]
Město se rozkládá v údolí řeky Miruša (Mirushë), na křižovatce silnic nižšího významu. V blízkosti obce se nachází důl na těžbu zlata.[zdroj?]
Název města vychází z osobního jména pastýře, údajného zakladatele města. Rozvíjelo se pomalu; v roce 1921 ve městě žilo 367 obyvatel. V meziválečném období sem byla v rámci kolonizace dosídlena řada rodin z území centrálního Srbska a Černé Hory. K roku 1999 žilo v Mališevu 2656 obyvatel, většina z nich byla albánské národnosti.